# Primero de Mayo (Sonora)
Primero de Mayo o también conocida como Campo 77, es una ranchería del Municipio de Bácum, ubicada en el sur del estado mexicano de Sonora en la zona del valle del Yaqui y cercana a la afluencia del río Yaqui. La ranchería es la cuarta localidad más habitada del municipio, ya que según los datos del Censo de Población y Vivienda realizado en 2020 por el Instituto Nacional de Estadística y Geografía (INEGI), Primero de Mayo tiene un total de 2,105 habitantes.
Su mayor actividad económica es la agricultura, la cual fue el motivo de su fundación como asentamiento en los años 1920, siendo el campo agrícola número 77 de esa zona, a eso se debió el nombre de Campo 77, y no fue hasta 1970 cuando se le nombró Primero de Mayo en conmemoración a la fecha del día del trabajo en México.

## Geografía
Véase también: Geografía del Municipio de Bácum
Primero de Mayo se ubica bajo las coordenadas geográficas 27°23'19" de latitud norte y 110°07'08" de longitud oeste del meridiano de Greenwich, a una elevación media de 15 metros sobre el nivel del mar, asentado sobre las zonas planas del valle del Yaqui. Su zona habitada ocupa un área de 0.77 kilómetros cuadrados.

## Demografía
De acuerdo a los datos del Censo de Población y Vivienda realizado en 2020 realizado por el Instituto Nacional de Estadística y Geografía (INEGI), el pueblo tiene un total de 2,105 habitantes, de los cuales 1069 son hombres y 1036 son mujeres. En 2020 había 754 viviendas, pero de estas 631 viviendas estaban habitadas, de las cuales 220 estaban bajo el cargo de una mujer. Del total de los habitantes, solo 9 personas mayores de 3 años (0.43% del total) habla alguna lengua indígena; mientras que 6 habitantes (0.29%) se consideran afromexicanos o afrodescendientes.
El 77.62% de sus pobladores pertenece a la religión católica, el 8.17% es cristiano evangélico/protestante o de alguna variante mientras que el 14.06% no profesa ninguna religión.

### Educación y salud
Según el Censo de Población y Vivienda de 2020; 8 niños de entre 6 y 11 años (0.38% del total),13 adolescentes de entre 12 y 14 años (0.62%), 59 adolescentes de entre 15 y 17 años (2.8%) y 79 jóvenes de entre 18 y 24 años (3.75%) no asisten a ninguna institución educativa. 72 habitantes de 15 años o más (3.42%) son analfabetas, 66 habitantes de 15 años o más (3.14%) no tienen ningún grado de escolaridad, 163 personas de 15 años o más (7.74%) lograron estudiar la primaria pero no la culminaron, 51 personas de 15 años o más (2.42%) iniciaron la secundaria sin terminarla, teniendo el pueblo un grado de escolaridad de 8.87.
La cantidad de población que no está afiliada a un servicio de salud es de 417 personas, es decir, el 19.81% del total, de lo contrario el 80.14% sí cuenta con un seguro médico ya sea público o privado. Con datos del mismo censo, 149 personas (7.08%) tienen alguna discapacidad o límite motriz para realizar sus actividades diarias, mientras que 28 habitantes (1.33%) poseen algún problema o condición mental.

### Instituciones educativas
En 2005 había tres centros educativos registrados en la localidad:
- El jardín de niños "Galileo Gaillillei", de carácter público administrado por el gobierno federal;[8]
- La escuela primaria "Primero de Mayo", pública federal;[9]
- La telesecundaria #13, pública estatal.[10]

### Población histórica
Evolución de la cantidad de habitantes desde el evento censal del año 1930:
| Año           | 1930 | 1940 | 1950  | 1960  | 1970  | 1980  | 1990  | 1995  | 2000  | 2005  | 2010  | 2020  |
| Población     | 43   | 276  | 1,035 | 1,471 | 2,164 | 2,785 | 2,287 | 2,298 | 2,250 | 2,173 | 2,225 | 2,105 |
| Fuente: INEGI |      |      |       |       |       |       |       |       |       |       |       |       |

## Gobierno
Véase también: Gobierno del Municipio de Bácum
Primero de Mayo (Campo 77) es una de las 194 localidades que conforman el Municipio de Bácum, su sede de gobierno se encuentra en la cabecera municipal, en el pueblo de Bácum, cuyo ayuntamiento se encuentra integrado por un presidente municipal, un síndico y el cabildo formado por seis regidores, cuatro electos por mayoría relativa y dos por el principio de representación proporcional, todos son electos para un periodo de tres años no reelegibles para el periodo inmediato pero sí de forma no continua, comenzando su periodo el día 16 de septiembre del año de su elección.